# Économie collaborative
L'économie collaborative ou économie de partage regroupe les activités économiques qui reposent sur le partage ou la mutualisation des biens, savoirs, services ou espaces et sur l'usage plutôt que la possession.
Popularisé par le livre de Rachel Botsman et Roo Rogers What’s Mine Is Yours: How Collaborative Consumption is Changing the Way We Live, le terme d'économie collaborative et le champ qu'il recouvre ne font pas l'objet d'un consensus,.
Elle se développe suivant deux directions :
- vers une économie sociale et solidaire, elle est une activité humaine pair à pair, qui vise à produire de la valeur en commun et qui utilise de nouvelles formes de propriété, d'organisation du travail et d'échanges. Elle promeut l'organisation des citoyens en réseau ou en communautés. La confiance, l’égalité des statuts, la coopération, les motivations non marchandes, l’usage responsable des ressources y sont considérés comme des valeurs essentielles ;
- vers une économie des plateformes de biens et services, où elle s'organise de manière triangulaire, entre des producteurs indépendants et des consommateurs, la plateforme jouant le rôle de tiers en intervenant, dans la définition du produit, dans la fixation des prix, dans la gestion des intervenants. Les plateformes se rémunèrent par des commissions. Cette deuxième approche est parfois confondue avec un système d'économie à la tâche qui est aussi associées au phénomène d'ubérisation.

Ces deux approches renvoient à des réalités très diverses,.
Dans une conception large, l'économie collaborative inclut également la consommation collaborative (AMAP, CouchSurfing, covoiturage, colis-voiturage, etc.), les modes de vie collaboratifs (cotravail, colocation, habitat collectif), la finance collaborative (financement participatif, prêt d'argent de pair à pair, monnaies alternatives), la production contributive (fabrication numérique, DIY, Fablabs, imprimantes 3D, maker space) et la culture libre.
Par certains aspects, une partie de l'économie collaborative se démarque de la société de consommation.

## Histoire

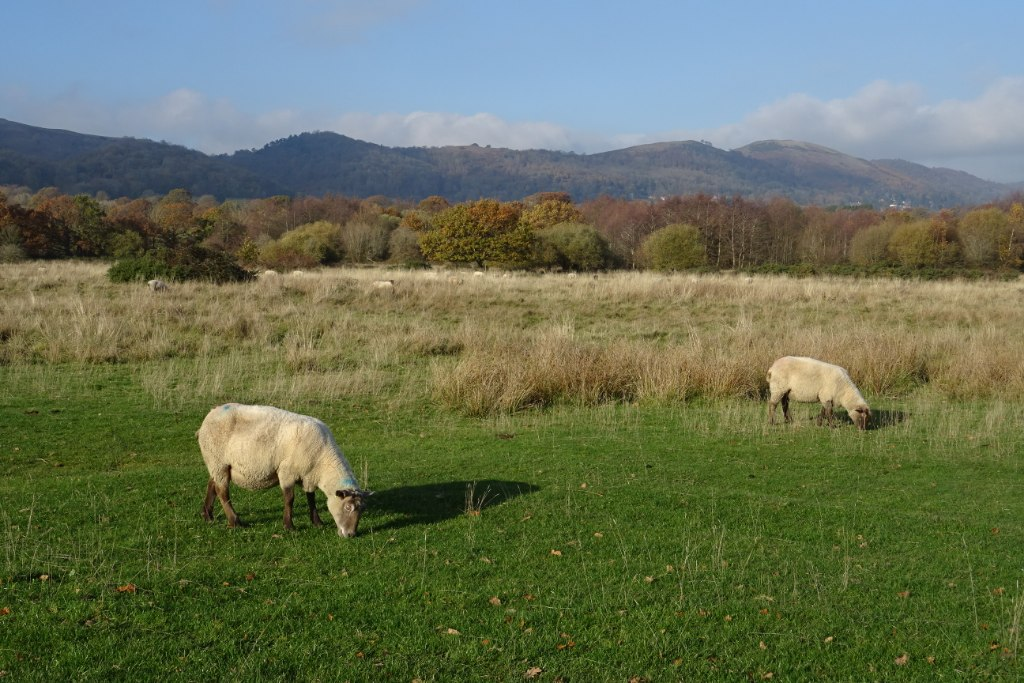
Des moutons paissent dans un pâturage commun, un lieu commun environnemental stéréotype, à Castlemorton.

Les origines de l'économie collaborative se retrouvent dans la gestion des «communs».
On peut citer selon Joseph E. Stiglitz, « les sociétés rizicoles antiques qui dépendaient de l'irrigation. Tout le monde bénéficiait de la construction et de l'entretien des canaux ». « Dans les nombreux endroits où les ressources en eau étaient limitées, il fallait des règles pour partager équitablement l'eau disponible ».
Plus proche de notre époque, on peut mettre en avant la gestion des terres agricoles en Angleterre jusqu'au mouvement des enclosures à partir de la fin du XVIe siècle. Les communs sont « Ces terres gérées collectivement dans l’Angleterre médiévale, détenues par de grands seigneurs, mais qui permettaient à toute personne contribuant à s’en occuper de récupérer une part de leurs fruits ». « Le mode de gouvernance des communs a été très présent dans les pays occidentaux entre le XIIe  et le  XVIIIe siècle pour la gestion des ressources naturelles et on en voit encore les réminiscences dans différents pays (ex. : affouages en France). Il est encore très présent dans la gestion de terres agricoles et de systèmes d’irrigation de nombreux pays du Sud. Il fait un retour dans la pensée et dans l’action »
Le coopérativisme est un mouvement ayant déjà une longue histoire qui remonte au XIXe siècle, il précède l'émergence du concept d'économie collaborative. Ils s'insèrent tous deux dans l'économie sociale et solidaire et sont mis en relation par leurs valeurs communes.
En agriculture, les travaux collectifs et la mutualisation d’outils ont toujours existé. Dans les années 1945, les coopératives d’utilisation de matériel agricole formalisent juridiquement ces utilisations en commun retrouvant un courant historique.
En 1978, le terme « consommation collaborative » est utilisé par Felson et Spaeth pour désigner les « événements dans lesquels une ou plusieurs personnes consomment des biens ou des services économiques dans un processus qui consiste à se livrer à des activités communes ».
La première plateforme collaborative en ligne créée est eBay en 1995. Elle met en relation des particuliers dans l’objectif qu’ils s'achètent et se vendent des biens entre eux. Puis, en 1999 apparaissent les premières pratiques de couchsurfing. Un étudiant américain, Casey Fenton, contacte d’autres étudiants de l'Université d'Islande afin de trouver un hébergement gratuit pour le voyage qu’il souhaite entreprendre en Finlande. Il reçoit de nombreuses réponses positives. À la suite de cette expérience, il décide de développer ce type d’échanges de services. En 2004, il participe donc en grande partie à la fondation de l’association CouchSurfing. En 2010, Botsman et Rogers reprennent ce terme comme désignant un système et lui donnent un nouvel essor,. Botsman cristallise ce mouvement en 2010, notamment à Sydney en mai 2010 : « C’est en 2008 que nous avons buté contre le mur », affirme-t-elle. « Ensemble, Mère nature et le marché ont dit « stop ! ». Nous savons bien qu’une économie reposant sur l’hyperconsommation est (…) un château de cartes. »
Botsman et Rogers qualifient de consommation collaborative les comportements collaboratifs, les comportements de consommation centrés sur l’accès, la mise en commun et le partage de biens et de services. L’économie collaborative peut donner lieu à des cessions de droits de propriété des objets dans des échanges reposant sur le don ou le troc. Aujourd'hui, l’économie collaborative se développe dans différents secteurs tels que le logement, les transports (covoiturage, revente de billets), l’alimentation, le prêt de matériel, livres, DVD, le troc de vêtements, l’entraide entre particuliers, l’échange et le partage d’outils de formation.

## Technologies
L’économie collaborative s’étend grâce à l’essor des nouvelles technologies. La facilité d’utilisation et le faible coût d’Internet permettent la multiplication des communications.

### Plateforme Internet
Ainsi l'économie collaborative se développe de manière conséquente grâce à une plateforme internet  dont le fonctionnement s'appuie parfois « sur des algorithmes qui font de l'appariement entre différents acteurs sociaux ».
Le modèle d'affaire des plateformes est construit autour de la mise en relation. Les plateformes et leurs utilisateurs créent de la valeur tout en organisant les échanges,. La relation des utilisateurs peut être purement amateur, dans une logique de partage, d’échange, optimisation de la durée de vie des biens, et d’économie. Cependant, apparaît de plus un profil de plateforme où les acteurs visent à dégager des profits, voire à investir dans des biens dédiés (dans l’immobilier ou l’automobile) afin de louer plus et ainsi obtenir des revenus réguliers et conséquents menant à une professionnalisation de la relation de services.
En 2016, à l’échelle internationale, la France et les États-Unis sont les pays qui font la course en tête pour ce domaine. La France en effet a adopté un environnement réglementaire favorable au développement des services collaboratifs, plus de 270 plateformes de ce genre opèrent, ce qui représente 23 % du marché mondial.

### Logistique collaborative
La logistique est, dans un contexte industriel, l'art et la science d'obtenir, produire et distribuer des composants et produits au bon endroit et dans les quantités requises[réf. incomplète], dans un temps donné.
La mise en réseau collaboratif du stockage et de la distribution de produits accroîtrait l’efficacité, réduirait les coûts et diminuerait les émissions carboniques. Jeremy Rifkin constate que l’efficacité des transports au niveau mondial est inférieure à 10 %. Les camions, pleins au départ, s’allègent peu à peu à chaque livraison et rentrent souvent à vide. Aux États-Unis les camions effectuaient à vide, en 2002, en moyenne 20 % des kilomètres parcourus et beaucoup d’autres presque à vide. Les entrepôts de stockage de longue durée sont souvent très éloignés de l’endroit où les produits seront finalement envoyés.
En économie collaborative, un premier chauffeur livrerait la cargaison au centre de distribution le plus proche. Et ainsi, de dépôt en dépôt jusqu’au point final. Aux États-Unis, les sociétés privées possèdent rarement plus de vingt dépôts. Si tous les dépôts se trouvaient en économie collaborative il y aurait 535 000 entrepôts à disposition de chaque entreprise. Grâce à Internet il n’y aurait pas de perte de temps lors du passage du relais. La livraison, dans le cas d’un parcours de Québec à Los Angeles, serait assurée en 60 heures au lieu de 120 dans le système actuel soit moitié moins de temps.
Selon le manifeste des Fab City, les enjeux de chaînes logistiques à faible impact sont pris en compte.

### Logiciel libre
Le logiciel libre permet le partage suivant la définition proposée en 1986 par la Free Software Foundation ; un logiciel est alors dit libre s'il confère à son utilisateur les libertés suivantes : « Premièrement, la liberté de copier un programme et de le redistribuer à vos voisins, afin qu'ils puissent l'utiliser aussi bien que vous. Deuxièmement, la liberté de modifier un programme, afin que vous puissiez le contrôler plutôt qu'il vous contrôle ; pour cela, le code doit vous être accessible ».
L’économie collaborative utilise l’Open Source pour se développer.

### Imprimante 3D
Les imprimantes en trois dimensions répliquent les objets de la même façon qu’une photocopieuse réplique une image en deux dimensions. Elles copient des objets de taille diverse. Elles sont déjà utilisées en joaillerie, dans l’industrie aérospatiale, etc. et devraient l’être pour construire des maisons.
En économie collaborative, les imprimantes 3D permettent de réaliser d’importantes économies. Les logiciels qui guident les machines sont disponibles en open source et sont donc partageables pour produire en tout lieu. Les redevances d’utilisation de brevets sont économisées. Les coûts de transport sont supprimés. Les matériaux nécessaires à la fabrication peuvent se trouver localement. Les progrès dans la conception des imprimantes 3D permettent la fabrication de pièces aux dimensions de plus en plus grandes et dans des matériaux de plus en plus variés (plastique, céramique, métal, titane…).

### Fab lab
Un fab lab (contraction de l'anglais fabrication laboratory, litt. « laboratoire de fabrication ») est un tiers-lieu de type makerspace cadré par le Massachusetts Institute of Technology (MIT) et la FabFoundation en proposant un inventaire minimal permettant la création des principaux projets fab labs, un ensemble de logiciels et solutions libres et open-sources, les Fab Modules, et une charte de gouvernance, la Fab Charter.
Le principe des fab labs est le partage libre d'espaces, de machines (par exemple imprimantes 3D), de compétences et de savoirs permettant la fabrication collaborative de différents objets allant du gadget aux produits techniques pour l'industrie.
Les fab labs se développent avec succès dans les années 2010 ; par exemple, 400 fab labs et makerspaces sont créés en France, dont beaucoup depuis 2017). Leurs valeurs entraînent une nouvelle vision pour la ville et la société.
La Fab City Global Initiative étend le concept fab Lab au niveau d'une ville. Les villes qui s'en réclament s'organisent en un réseau de Fab City. Leur objectif est d’aboutir d’ici à 2054 au façonnement d’agglomérations localement autosuffisantes.

## Champs d'applications
Elle s'ouvre sur une multitude de nouveaux services, qui s’inscrivent dans ce que Jeremy Rifkin appelle « l’âge de l’accès ».

### Transports
Une large variétés de solutions de transport sont collaboratives.

#### Vélos

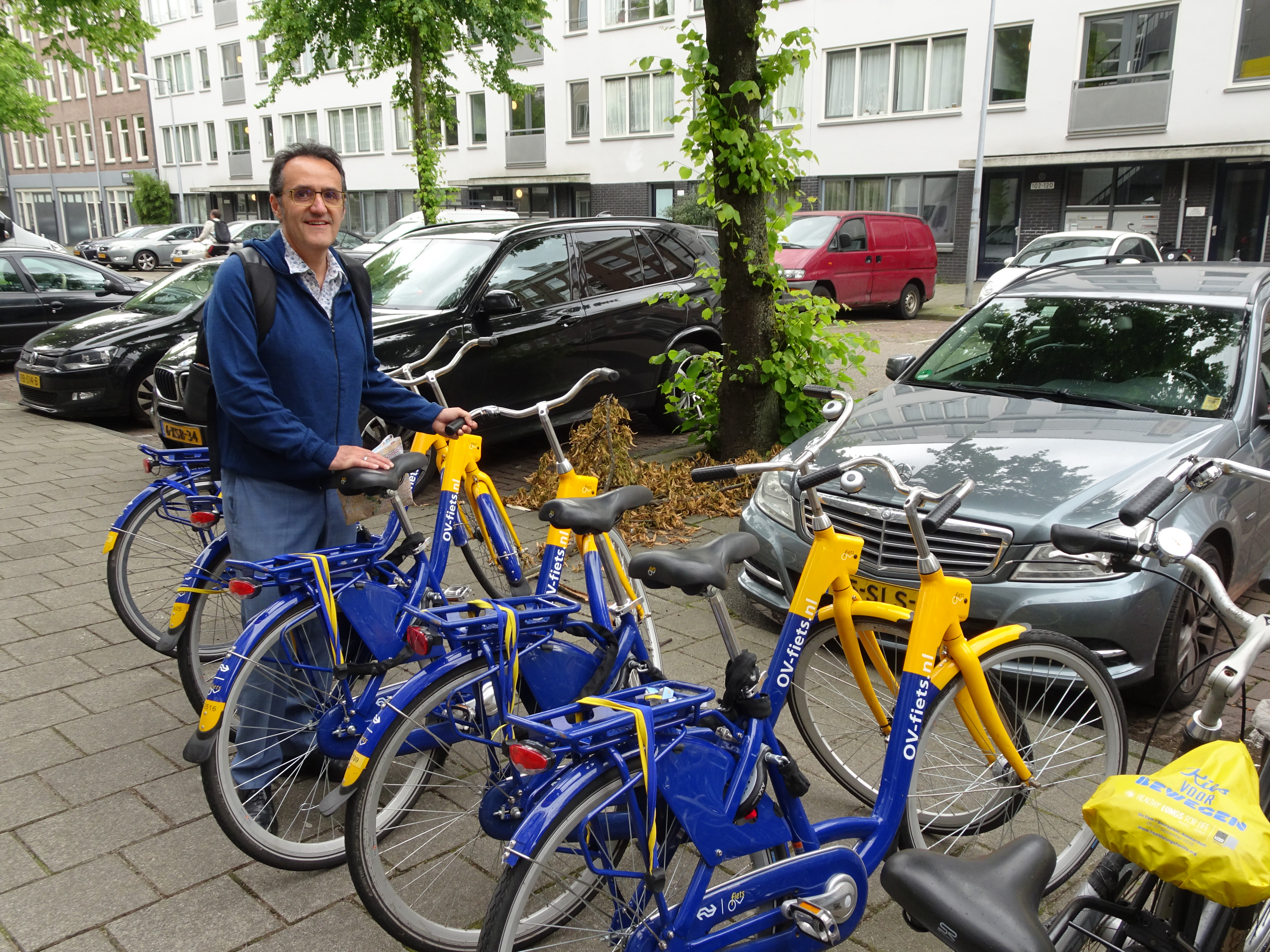
Partage de vélo OV-fiets à Amsterdam

Plusieurs modèles de service peuvent coexister. Dans un service de vélo en libre-service, disponible en station, la station est le point de repère de l’utilisateur qui connaît les stations de son quartier. Il retire un vélo dans une station et le redépose dans une autre. Le partage reste au cœur de la philosophie de ce service, il évite le risque d’accaparement des vélos. Un exemple de service est Vélib, celui de Paris opéré par Smovengo. Dans les flottes libres, les vélos partagés sont à disposition dans la ville. Divers opérateurs privés déploient leur flotte de vélos dans les villes en des points stratégiques, puis ceux-ci sont localisés dans toute la ville à l'aide d'applications mobile et de d'un système de positionnement par satellites. Le stationnement des vélos devrait s'effectuer sur les emplacements spécifiques aux vélos (zones matérialisées au sol, arceaux spécifiques).

#### Voitures

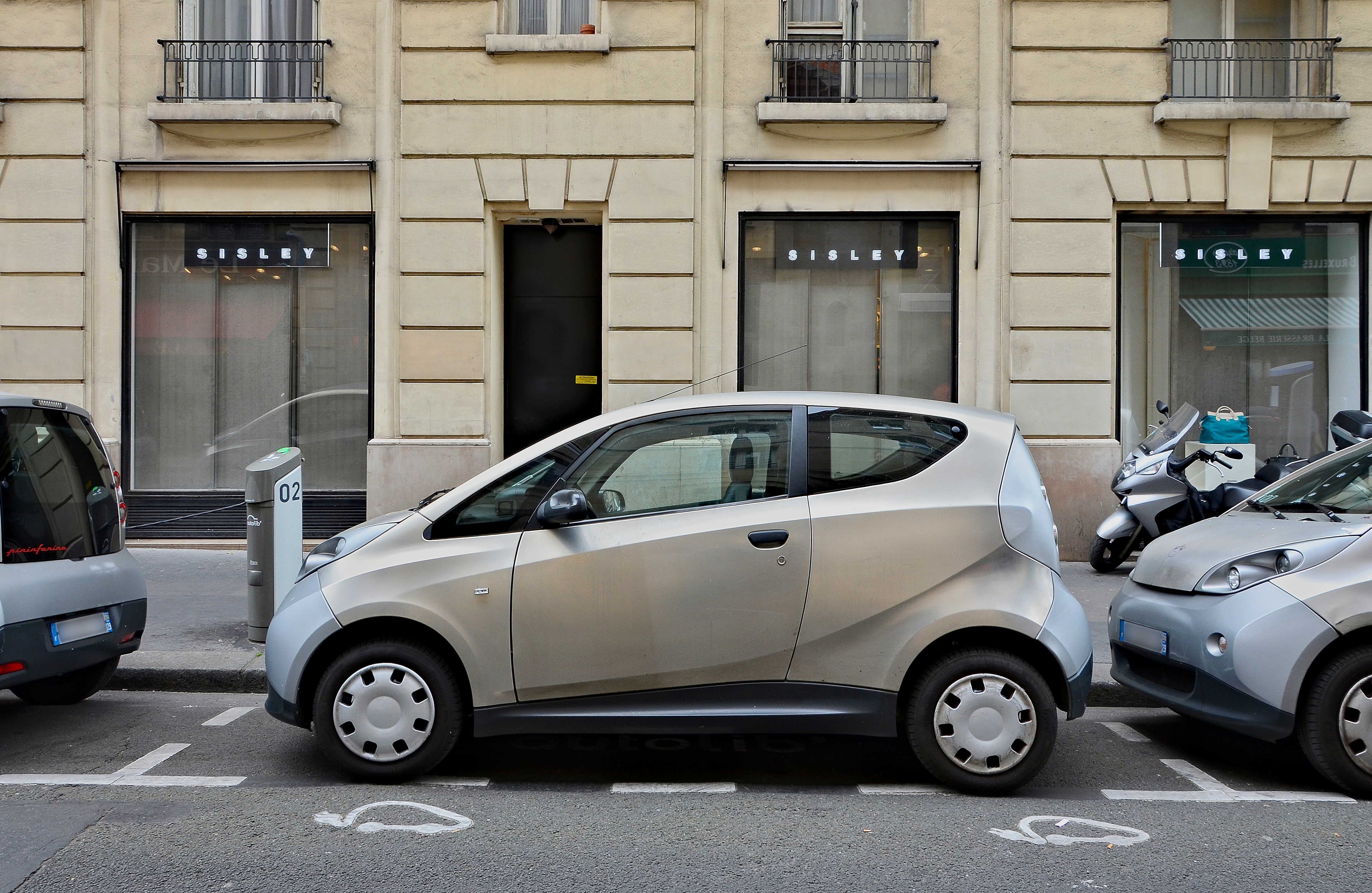
Partage de voiture à Paris

Les sites de location ponctuelle de véhicules de particulier à particulier concernent en France, en 2015, plus de 42 000 véhicules. Le coût y est moins cher de 30 à 50 % qu’un loueur traditionnel,. L'entreprise Getaround (ex-Drivy), entre autres, est présente sur ce marché.
Autolib' (Paris) était un service de partage de voiture piloté par la municipalité de Paris, exploité par une entreprise privée. Malgré son relatif succès, il n'a pas trouvé son équilibre économique et a disparu en 2018. Les constructeurs automobiles français PSA et Renault proposent leurs offres d’autopartage électrique pour un service différent. Le nouveau service proposé est sans station : les utilisateurs pourront prendre une voiture et la garer là où ils le souhaitent dans la ville. Les entreprises opératrices, Car2Go -Sharenow, Zity, Free2Move se sont lancées sur ce modèle.

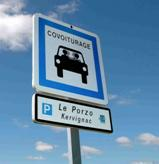
Panneau de covoiturage

La mairie de Paris a également lancé Mobilib', un service d'autopartage « en boucle » : le véhicule doit être ramené à son point de départ sur des places réservées. Ubeeqo et trois autres opérateurs sont retenus: Ada, Communauto, Getaround (ex-Drivy).
La généralisation du covoiturage entraînerait une réduction de 80 % du nombre de véhicules en circulation. La personne qui utiliserait le covoiturage et n’aurait ni à acheter, ni à entretenir un véhicule diminuerait de 20 % ses frais pour une même mobilité.

#### Scooters

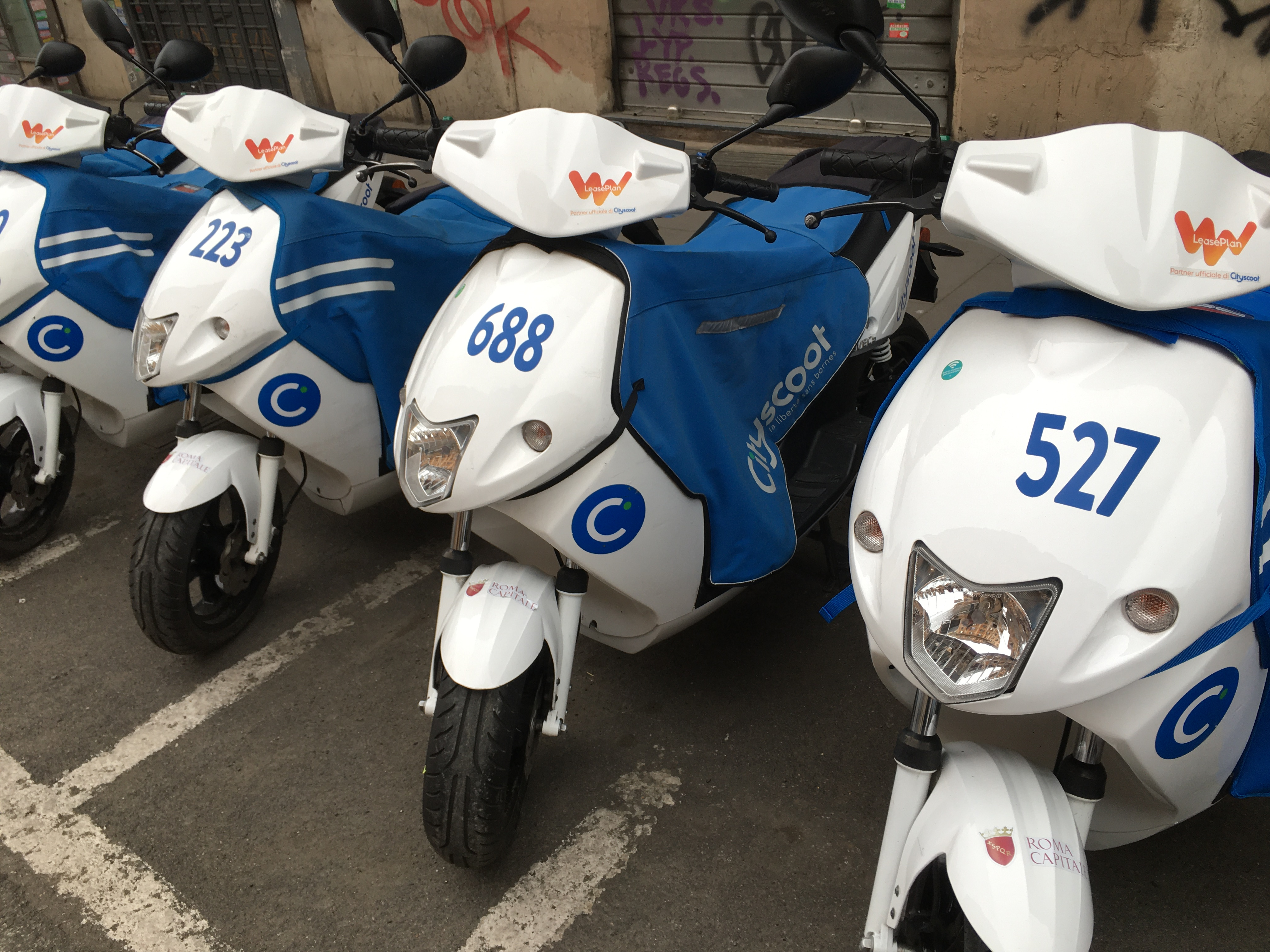
Scooter partagés (ici à Rome)

À Paris, depuis 2016, la start-up Cityscoot propose de louer des scooters électriques, qui ne dépassent pas 45 km/h, via une application mobile. Cityscoot fonctionne sans borne de recharge. L’utilisateur dépose le véhicule à un endroit prévu pour le stationnement, jusqu’à ce qu’un nouveau client prenne sa suite. Chaque scooter est équipé d’un casque et d’une charlotte pour en assurer l’hygiène. Cityscoot propose ses services à Paris (et plusieurs communes limitrophes), Nice, Milan et Rome.
À Paris également, la société COUP, filiale de Bosch, se lance en 2020 sur le même marché et va étendre sa zone de couverture jusqu’à certaines villes limitrophes de la capitale.

#### Transport de personnes et de biens
Enregistrer ses trajets sur une plateforme permet à la fois le covoiturage de passager et le colis-voiturage de biens. L'économie d'émission de carbone est la conséquence directe de la mutualisation de ces moyens de transport qui auront lieu dans tous les cas. L'ADEME a rendu ses premières conclusions sur l'impact du covoiturage dans une étude de 2015.
La livraison collaborative consiste pour des particuliers non salariés, à livrer des repas ou des courses à d'autres particuliers. Des applications ou plateforme scomme Uber Eats, Deliveroo, Shopopop, Yper, mettent en relation les consommateurs et les co-transporteurs.

#### Camping-cars
Avec plus de 425 000 véhicules de loisirs immatriculés en France,, qui sont utilisés en moyenne 41 jours par an, plusieurs sociétés proposant le partage des camping-cars, comme Yescapa, Wikicampers ou Hapee, ont vu le jour.

#### Bateaux
Les sites de location de bateaux entre particuliers sont en pleine effervescence depuis 2014,. En effet, d'après une étude seulement 8 % des français possèdent un bateau. Cette proportion est faible pour des raisons variées, notamment le prix important. La faible utilisation des bateaux, en moyenne moins de 10 jours de navigation par an, rend le concept pertinent sur ce secteur. Des sites comme Sailsharing, Click and Boat, SamBoat, Boaterfly, Band of Boats ou PLACEdelaLOC permettent aux propriétaires de faire louer leurs bateaux à d'autres particuliers.

#### Parkings
Des start-up ont mis en place des plateformes numériques qui mettent en location des places de parking peu ou sous utilisées d’hôtels, d’administrations, d’entreprises, de bailleurs sociaux, ou de particuliers. Le modèle économique repose sur le principe du B2C et non du C2C. On peut citer l'entreprise Zenpark. Dans une optique de limitation de la pollution et à cause des tarifs de stationnement élevés et des amendes encourues, le principe de la location de place de parking forfaitaire séduitles habitants des grandes villes en particulier. Une solution de parkings partagés permet trouver une place de stationnement pour une journée, une semaine, ou selon un abonnement annuel. Elle permet aussi d'éviter de chercher trop longtemps des places de parking. Les plateformes permettent aux automobilistes d’avoir accès à ces offres de parkings inoccupés en comparant les prix.
Pour le modèle économique C2C, le partage entre particuliers, le principe est de partager sa place de parking lorsqu'on ne l'utilise pas. L'entreprise MyCarSpot propose ainsi une gestion intelligente des parkings d'entreprises au travers d'une solution de partage collaboratif des places disponibles, en phase avec les problématiques RSE actuelles. On citera aussi Zenpark, Copark, Parkadom, Monsieurparking, Prendsmaplace, Yespark ou Jepartagemongarage, qui peuvent opérer en théorie partout où il y a des stationnements vacants.

### Connaissance
Le partage des savoirs, qu’ils soient scientifiques ou profanes, est source d’avancées.

#### Livres
Tous les biens et services sont concernés, y compris le livre papier qui n'échappe pas à l'émergence de multiples associations ou entreprises privées. À titre d'exemple : la start-up Tonbooktoo lancée en juin 2017, vise à promouvoir le partage de livres dans les communautés de proximité (voisinage, entreprise, université...). On peut également citer l'application mobile Booxup lancée en mars 2015, qui permet d'acheter ses livres entre particuliers.
Les boîtes à livres qui se multiplient dans les rues des villes invitent à développer les échanges entre les lecteurs: "Prends le livre, c’est gratuit. Rends-le, c’est gratuit aussi. Et si possible, ramènes-en un". L’association rennaise, Les Livres des Rues, les définit comme « des espaces gratuits de retrait et de dépôt de livres et de périodiques, situés dans des lieux d’accès libre et permanent au public, sans inscription ni engagement d’aucune sorte des lecteurs, emprunteurs ou déposants ».

#### Enseignement

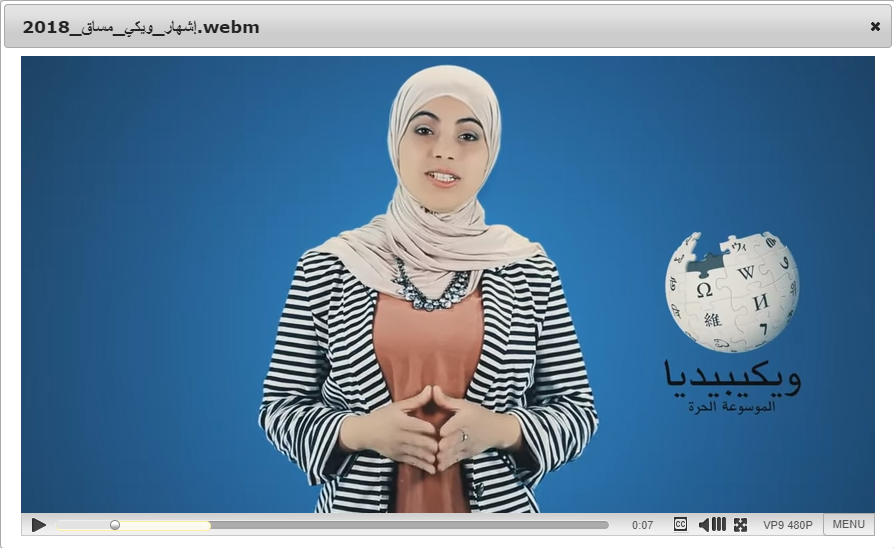
Un MOOC sur Wikipédia

L'économie collaborative s'intéresse également à l'éducation : les MOOC par exemple en sont une application. En effet, des entreprises comme edX, Coursera ou la Khan Academy proposent gratuitement ou moyennant un abonnement de suivre en ligne des cours sur des thèmes divers et ouverts à tous. De plus, les personnes inscrites à ces formations en ligne peuvent interagir (en commentaire de la vidéo du cours par exemple) entre elles et avec l'enseignant.
Les réseaux d'échanges réciproques de savoirs s'organisent hors plateforme.

#### Santé
Le site de santé PatientsLikeMe est piloté par les patients. Il rassemble 200 000 patients et suit la progression de 1 800 maladies. À partir de ses données il a réfuté les conclusions d’une étude selon laquelle le lithium ralentissait la progression de la sclérose latérale amyotrophique.

#### Recherche
L’utilisation d’Internet par les scientifiques leur permet de se communiquer leurs travaux. La recherche et les innovations en sont accélérées. En utilisant la licence Creative Commons les scientifiques des universités et des laboratoires mettent leurs travaux en ligne pour les partager avec leurs collègues au sein de communautés. La faculté de médecine de Harvard placera ainsi ses travaux de génomique dans le domaine public. Les scientifiques y accéderont librement sur Internet pour leurs recherches en laboratoire.

#### Écriture
L'écriture collaborative est une forme d'écriture collective, collaborative ou associative par plusieurs auteurs différents et qui correspondent généralement par courrier postal ou, depuis son avènement, par Internet.
Par exemple, la technologie wiki permet la création, la modification et l'illustration collaborative de pages à l'intérieur d'un site internet, comme pour l'encyclopédie Wikipédia ou les wikiromans.
Pour répondre ainsi et juridiquement aux besoins de réutilisation et de modification des contenus textuels rédigés, les textes sont habituellement libres de droits.

### Logements
Les sites de location de logements entre particuliers, qu’ils soient à but non lucratif ou en société commerciale, sont de plus en plus utilisés. Airbnb, en ligne depuis 2008, réservait en 2011 dix millions de nuitées à trois millions de personnes. Les réseaux d'hospitalité comme Servas avaient été lancés après guerre pour favoriser les échanges et l'amitié entre les peuples. D'autres ont suivi comme Hospitality Club, Be Welcome ou plus récemment My weekend for you. Le plus important d'entre eux, CouchSurfing, créé en 2004, avait réuni, en 2011, 5,5 millions de membres et en annonce 14 millions en 2018. Il encourage ses membres à nouer des liens d’amitié durables entre logeurs et logés. Plus de 99 % des membres déclarent leur expérience positive. Outre l'hébergement, la location de logements peut être consacrée à l'évènement, permettant d'organiser un anniversaire, une soirée, une garden-party ou un séminaire chez des particuliers.

### Outils
La mise en commun d’outils ou de machines peut prendre une forme lucrative ou une mise à disposition par des communautés de pairs. Elle est très pratiquée concernant l’utilisation des imprimantes 3D. Les fab labs sont des ateliers collectifs équipés d’imprimantes 3D. Les logiciels sont en source ouverte.

### Compétences
La compétence est collective et plus seulement individuelle quand elle est partagée dans un groupe.
Les sites de partage de compétences sont de plus en plus nombreux sur internet. Des plates-formes collaboratives, telles que StarOfService, Kang, Stootie, AlloVoisins ou Needelp permettent à des entreprises et/ou des particuliers de faire appel à des professionnels, dans des domaines d'activité divers et variés. Selon une étude de l'INSEE de février 2014, 57 % des Français complètent leurs revenus mensuels en partageant leurs compétences et leur savoir-faire. À ce titre, l'essor du mécénat de compétences qui permet le partage d'expertise entre salariés d'entreprise et acteurs de l'intérêt général (associations, fondations), est significatif du décloisonnement opéré par le collaboratif.

### Finance

#### Échange de devises
Les sites d’échanges de devises entre particuliers commencent également à faire leur apparition, tels que WeSwap ou Weeleo. Leur objectif est de permettre aux voyageurs d’échanger directement leurs devises entre eux plutôt que de passer par une banque ou un bureau de change traditionnel.

#### Financement
Le financement participatif fournit des fonds à l’économie collaborative. Il est un dérivé du prêt social pair à pair.
Zopa est le premier site de crédit pair à pair en Grande-Bretagne. Il a traité, fin 2012, plus de 414 millions de livres de prêts. À cette date le crédit social pair à pair représentait 1,8 milliard de dollars. En 2013 Kickstarter, la principale entreprise de financement participatif, avait aidé 51 000 projets. Aux États-Unis, Lending Club a géré plus de 59 milliards de dollars de prêts à l'aide de son modèle participatif, depuis sa création et jusqu'en 2020.
En 2015, plus d’un million de Français ont déjà contribué à un financement participatif. Ulule, le leader européen du financement participatif est français. Depuis sa création en 2010 il annonce avoir financé 17 200 projets créatifs, solidaires et innovants et compte 1 400 000 membres dans plus de 150 pays. Son taux de succès est de 67 % en 2017.
En 2019, le financement participatif séduit de plus en plus de Français, selon le baromètre Mazars-Financement participatif France. En nombre de projets, « les chiffres sont impressionnants », indique l’étude : 768 728 cagnottes en 2019 (de toutes sortes : anniversaire, pot de départ, mariage, etc.), 19 954 projets de financement participatif et 526 projets de solidarité embarquée (arrondi sur salaire, arrondi sur ticket de caisse, etc.).

#### Microcrédit
Le microcrédit consiste en l'attribution de prêts de faible montant à des entrepreneurs ou à des artisans qui ne peuvent pas accéder aux prêts bancaires classiques(permet de se financer en dehors des usuriers dans beaucoup de pays).
Selon Esther Duflo, en 2010, « il y a un peu plus de trente ans, Mohammed Yunus consentait ses premiers prêts à un groupe de femmes du Bangladesh. Il y a aujourd'hui plus de 150 millions de micro-emprunteurs à travers le monde. ». Elle met néanmoins en garde sur le contexte de la majorité de ces Micro-entrepreneurs, les taux d'intérêt restent élevés (20% à 100% par an), il y a des risques de surendettement et les filets de sécurité auxquels on est habitué dans la partie du monde développé, tels la sécurité sociale, les droits à retraite et même la possibilité de déposer le bilan, n'existent pas pour les pays pauvres où se trouve la majorité des personnes concernées.

#### Micro-don
Sur le principe des petits ruisseaux qui forment les grandes rivières, les micro-dons, additionnés les uns aux autres, représentent une possibilité de financement de plusieurs millions d'euros pour les projets associatifs d'intérêt général ou d'utilité publique.
À titre d'exemple on peut citer l'entreprise microDON qui développe des outils de la générosité embarquée qui permettent de greffer sur les transactions du quotidien un micro-don. L'arrondi en caisse permet aux clients d'enseignes partenaires d'arrondir le montant de leurs achats à l'euro supérieur, cet arrondi est redirigé vers des associations.

#### Assurance
L’assurance collaborative repose sur un principe simple : regrouper des individus afin qu'ils mettent en commun leurs risques et s’assurent mutuellement. Cela permet de réduire les risques portés par chacun en s'appuyant sur le principe de mutualisation,.
Parce qu’elles inventent de nouveaux usages qui bouleversent les schémas traditionnels, les start-up de l’économie collaborative imposent aux assureurs de revoir leurs habitudes techniques et commerciales.
Les assureurs doivent faire évoluer leurs pratiques pour mettre en place des programmes d’assurances dédiés à l’usage et non à la propriété. L’assurance contribue aux succès des offres de services de l'économie collaborative, et permet de bâtir la confiance entre les utilisateurs et les plateformes de mise en relation,.

#### Systèmes d'échanges
Certains échanges peuvent être directs, comme dans la plupart des systèmes d'échange locaux(SEL). Il arrive souvent que les objets échangés ne représentent pas une valeur égale, il est donc possible d'utiliser des plateformes d'échange afin de convertir les objets en points. Ceux-ci serviront ensuite de monnaie d'échange pour d'autres biens, il s'agit des unités de compte, le plus souvent des points.
Les trocs de biens peuvent s'effectuer également sur des plateformes d’échange. ThredUP en est une. La personne qui y place un article reçoit des points au moment où il est vendu. Avec ces points elle peut acquérir d’autres articles. Forte de 400 000 membres elle a vendu plus de 350 000 articles en 2012. En France les plate-formes Too-Short (n'existe plus) et Armadio Verde s’inspirent de ThredUP. Cette première triait les vêtements et les reconditionnait dans son entrepôt de Normandie. Elle faisait partie de la chaîne CtoBtoC. Pretachanger créée en 2011 à Nîmes comptait 50 000 membres fin 2013. Myrecyclestuff créé en 2008 représente une communauté de 15 000 personnes dont 5 000 troqueurs actifs. Digitroc est passé de 60 000 membres en 2005 à 2,5 millions en 2012. La plateforme Armadio Verde, née en Italie est lancée en France en 2019. Elle compte aujourd'hui plus de 380 000 utilisateurs inscrits.
Le système de points s'est également étendu à l'échange de maisons ou d'hospitalité. En lançant les Guestpoints, Guesttoguest a révolutionné l'échange de maisons en permettant des échanges non réciproques et en multipliant ainsi les opportunités pour les membres. De la même façon, les membres de My weekend for you s'échangent des WeekEndMiles ; un avignonnais qui accueille un lyonnais pourra donc aller passer un weekend à son tour chez son invité, ou alors choisir parmi les autres invitations et opter pour un weekend VTT dans l'arrière pays niçois, ou de la randonnée en Auvergne.
Ce type de plateformes se multiplie en France et inclut de plus en plus des offres à durée de vie limitée, compte tenu de la date de consommation qui s'y rapporte. Dans le domaine de l'hôtellerie, RoomRoom propose d'échanger sa chambre d'hôtel non annulable contre un tarif réduit, plutôt que de la perdre entièrement. Le même principe est appliqué par KelBillet pour les voyageurs. Certaines de ces plateformes s'inscrivent dans un modèle d'économie sociale et solidaire, souvent en réaction à un modèle capitaliste prédominant, dans le but d'encourager une consommation plus responsable et de renforcer le lien social entre les différents utilisateurs.

#### Monnaie locale
Les monnaies locales sont nées dans l’économie collaborative car elles financent l'économie de proximité, les infrastructures de connexion producteurs/consommateurs et les projets locaux à faible rentabilité. Elles favorisent l’esprit de communauté et accroissent la résilience.

### Mutualisation

#### Mutualisation de projets
L'idée de mutualiser des projets se forme dans différents domaines. Il est de plus en plus courant de voir plusieurs personnes physiques ou morales mettre en commun leurs savoirs et leurs connaissances afin de concrétiser un projet hors des entreprises ou pour une entreprise ou pour une interorganisation administrative. Le maillage de tiers-lieux interconnectés permet de les faire fonctionner en réseau. Les interactions rendues possibles sont décisives pour recréer une économie de proximité.
Un projet mutualisé forme un collectif de travail s'appuyant sur une équipe qui peut s'organiser par un travail collaboratif pour le mener à bien. La réussite du projet repose sur l'intelligence collective déployée[source insuffisante]. Les outils collaboratifs aident à mettre en œuvre des méthodes de travail connectées communes et limitent les déplacements à ce qui est nécessaire.

##### Journalisme
Le Consortium international des journalistes d’investigation (ICIJ) est un consortium de 150 médias internationaux, parmi lesquels, en France Le Monde, Radio France et « Cash Investigation », qui mutualise des enquêtes de grande ampleur en exploitant de manière partagée des documents issus de fuites d'informations.
Autre exemple, une quarantaine de journalistes de trente médias internationaux, regroupés dans le collectif Forbidden Stories (« histoires interdites ») se sont regroupés pour mener une enquête journalistique. Forbidden Stories prône un journalisme collaboratif, pour plus d’efficacité et est partenaire du Consortium international des journalistes d'investigation.

##### Art
Pour mener des projets artistiques (musique, théatre, sculpture, peinture…), les objectifs d'un collectif d'artistes comprennent tout ce qui est pertinent ou presque, pour l'activité de chacun d'entre eux ou commun, en mutualisant certains coûts fixes. Ainsi de l'achat de matériaux en gros, du partage de matériel, de lieux ou de fournitures. Ces groupes permettent une progression de l'intelligence collective grâce au croisement de plusieurs esprits créatifs et parfois de plusieurs disciplines[réf. nécessaire].
À titre d'exemple, qui montre que le phénomène n'est pas nouveau, le Théâtre du Soleil est une compagnie de théâtre fondée sous forme de Scop par Ariane Mnouchkine en 1964 avec Philippe Léotard, Jean-Claude Penchenat, Roberto Moscoso et Françoise Tournafond.

#### Urbanisme
Dans un autre domaine, à Amsterdam, un projet d’urbanisme collaboratif contribue à changer un quartier d’affaires. Durant la crise de 2008, il y avait un défi urbain intéressant à relever. Beaucoup d’espaces étaient vacants, représentant donc des opportunités. Le projet devait identifier puis contacter les propriétaires des bureaux et parfois d’immeubles entiers devenus vacants, de mobiliser des entreprises, des associations, afin de les convaincre de donner une seconde vie à ces surfaces inutilisées.
La municipalité Helsinki veut généraliser dans le quartier « Kalasatama une économie du partage appliquée aux espaces, publics comme privés, grâce à des systèmes de clés numériques et des applications sur smartphone : tous les parkings sont accessibles à des utilisateurs non résidents pour accueillir des places mutualisées et des véhicules électriques partagés ; des immeubles résidentiels comportent en rez-de-chaussée des espaces de coworking, des cuisines communes, des salles polyvalentes qu’il est possible de réserver et louer, pour une heure ou à la journée. Le système pourrait être étendu aux équipements publics, comme l’école, en dehors des heures de cours ».

#### Logement
Face à la difficulté à se loger et aux préoccupations environnementales, peut émerger une approche collective : la colocation, ou location à plusieurs d'un logement, ou l’habitat groupé.
Selon l'association Colibris, un projet d'habitat groupé permet de s'organiser à plusieurs pour concevoir et financer son logement en y intégrant des valeurs telles que la solidarité, le respect de l'environnement, le partage ou encore la mixité sociale.
L’habitat groupé et les écoquartiers aident à faire face à la spéculation foncière, à la paupérisation urbaine, à la crise des liens sociaux, à la pollution,. Ces habitats sont fondés sur l'entraide et le gain de place, l'objectif étant de faciliter les échanges humains au sein d'un groupe, mais ils permettent également de réduire l'empreinte écologique.

#### Données
Un projet de coopération locale entre la Nouvelle-Aquitaine, en France, l’Euskadi et la Navarre côté espagnol par mutualisation des données, permet aux habitants de rechercher le meilleur choix de trajet transfrontalier. Le principal défi est de faire travailler ensemble des partenaires publics et privés, issus de pays aux histoires et aux environnements juridiques différents. Transfermuga.eu affiche en quatre langues (français, espagnol, anglais et basque) l’ensemble des solutions offertes pour traverser la frontière : avion, bus, train, vélo, marche à pied et même bateau avec la navette fluviale qui relie Hendaye à la cité historique de Fontarrabie, de l’autre côté de la rivière Bidassoa.
Les villes de Lorient, Vannes et Quimper ont décidé de s’allier sur un projet mutualisant leurs données sur les offres d'emploi à l’échelle de la Bretagne Sud.
En 2016, trois pôles de compétitivité franciliens Advancity, Cap Digital et Systematic Paris-Region, qui ensemble représentent « plus de 1 500 entreprises et 200 établissements d’enseignement supérieur et de recherche » proposent aux entreprises et collectivités de faciliter la mutualisation des données et garantir la continuité de leur traitement pour encourager le déploiement de services connectés en soutenant les passerelles entre acteurs publics et jeunes pousses.

Voir aussi 
Les données ouvertes concernant une collectivité, anonymisées et mutualisées pour différents usages, peuvent ouvrir la concurrence sur les données au-delà des GAFAM. Elles donnent accès aux données d'une ville à tous les développeurs d’applications qui peuvent alors concevoir de nouveaux services urbains. De même elle permet aux villes de demander la réciprocité aux entreprises privées,. Ainsi, les collectivités, à des fins d’aménagement urbain, rachètent des données à Strava, une application sur laquelle les cyclistes partagent leurs itinéraires.
En 2016, Transdev, avec ses partenaires, La Fabrique des mobilités, OuiShare et la Caisse des Dépôts, a défini la plateforme Open Source et Open Data dénommée Catalogue, qui ambitionne de devenir une plateforme d’échange de données de transport public et privé du monde entier.

## Aspects économiques

### Production
Dans une production collaborative, le travail peut être fait conjointement ou au contraire s'effectuer purement en parallèle avec intégrations des résultats. Les outils collaboratifs et les environnements de travail collaboratif permettent aux personnes du projet de travailler ensemble et en temps réel à l'avancement du projet[réf. nécessaire].
Dans une approche économique, il peut s'agir de remplir une tâche au moindre coût, mais des approches plus collaboratives, sociales ou altruistes existent, faisant appel à des réseaux spécialisés ou au grand public, par exemple Wikipédia, encyclopédie libre que chacun peut améliorer.
Des regroupements d'entreprises d'un même secteur dans des écosystèmes peuvent mutualiser des ressources de production qui seraient hors de portée de chacune, par exemple la conception, la réalisation et la maintenance d’engins de travaux ferroviaires.

### Distribution, consommation
La distribution collaborative consiste à créer un nouveau canal de distribution, entre les producteurs et les consommateurs finaux.
Les modes de distribution évoluent aussi pour les agriculteurs. Les paysans et les consommateurs étendent leurs rôles dans la chaîne de valeur, ils sont impliqués dans la distribution, dans le cadre des Amap. Le consommateur paie à l’avance son panier dont la composition varie avec les saisons mais aussi en fonction des aléas climatiques éventuels.
Certains agriculteurs proposent aux consommateurs de commander leurs légumes en vente directe via une plateforme et venir les récupérer ou se les faire livrer.

### Dons
Les dons représentent une autre forme de transferts de biens de particulier à particulier.
Environ un tiers des biens sont remplacés alors qu’ils sont encore en état de fonctionner. Le gaspillage des ménages concerne principalement les produits de consommation directe comme la nourriture, notamment lorsque la date de préemption est dépassée. Il y a aussi les objets du quotidiens qui sont trop souvent jetés alors qu’ils sont encore utilisables et les vêtements alors qu'ils sont encore souvent neufs et en état. Les dons répondent au désir d’entraide et de lutte contre le gaspillage. L’association à but non lucratif Freecycle fonctionne sur la base de dons. Elle est organisée en 5 000 groupes locaux dans 85 pays. Les utilisateurs mettent en ligne les articles dont ils ne veulent plus et les autres membres de la communauté peuvent en disposer gratuitement.

« Selon Mauss, dans les sociétés où le don représente la forme dominante des échanges (si tant est qu’il en existe), celui-ci est régi par trois règles clairement formulées par les acteurs ou déductibles de leurs comportements : l’obligation de donner, celles de recevoir et de rendre. […] L’ethnographie du don dans nos sociétés révèle que, dans des situations moins formalisées, celui qui reçoit éprouve un sentiment de dette tant qu’il n’a pas donné à son tour, et qu’un lien social durable (même non désiré) se crée ainsi entre donneur et receveur. […] L’idée est développée par Alain Caillé et Jacques Gotbout, que ce qui est en jeu dans le don, c’est moins le bien qui circule que le lien qui résulte de la transaction. »

### Économie circulaire
L’économie circulaire se définit comme un ensemble d’industries dont chacune réutilise les déchets produits par l’industrie précédente. La quantité finale de déchets est minimisée. Ce recyclage des matériaux non renouvelables répond à un objectif de durabilité. L’exploitation des ressources primaires est diminuée. L’économie circulaire est optimisée économiquement et écologiquement lorsque sont créés au niveau régional des parcs de symbiose industrielle. Cette relocalisation a de nombreux avantages. En périodes d’incertitudes écologiques et économiques elle accroît considérablement la résilience. Elle optimalise l’utilisation des matières premières et des savoir-faire locaux.

### Gains écologiques
L'économie collaborative peut favoriser des gains écologiques pour le bien commun en traçant le chemin vers une « écologie collaborative ».
Le partage, les échanges et les dons diminuent les besoins en biens neufs. Les ménages et collectivités font ainsi des économies alors que l'extraction de matières premières et la consommation d’énergie sont minorées. Les déchets produits s'en trouvent d'autant diminués,.
La prise en compte des principes et limites de soutenabilité dans les modèles collaboratifs devraient contribuer à sortir de l'hyperconsommation
L'Institut du développement durable et des relations internationales a donc lancé en France un projet PICO destiné à la consommation collaborative de biens et à ses impacts environnementaux, ainsi qu'au rôle que les décideurs publics peuvent jouer dans l’émergence de ces innovations ; ce projet vise à étudier comment les pouvoirs publics peuvent utiliser ces innovations dans le sens du développement durable et pour le bien commun, par exemple dans le domaine de la mobilité collaborative, du crowdsourcing urbain.

« Le modèle d'économie de fonctionnalité est une innovation qui vise à enrôler les acteurs industriels dans des stratégies de développement moins néfastes à l’environnement. Ses défenseurs portent l’ambition d’incorporer au capitalisme des pratiques tournées vers l’écologie. La traduction de cette aspiration en pratiques est fréquemment qualifiée de « capitalisme vert », modèle de croissance qui malgré ses atouts apparents est loin de faire l’unanimité. Dans son acception péjorative, cette expression fait allusion aux procédés de récupération à visée marchande des représentations liées à la responsabilité environnementale : les discours et les images émis par des entreprises intègrent les signes contemporains de l’écologie, alors que les modes de production qu’elles encouragent n’évoluent pas dans ce sens. L’approche d’« économie de fonctionnalité » entend dépasser cette impasse en incitant les industriels à transformer leur manière d’appréhender leur secteur d’activité. La rente générée par la mutualisation de biens durables est censée garantir "l’implication des acteurs industriels dans un « développement durable ». »

Certains usages collaboratifs peuvent entraîner un effet de biais (effet rebond) qui pourrait diminuer le gain ecologique escompté. Par exemple, le covoiturage procure d'indéniables gains écologiques par rapport à l'utlisation de la voiture individuelle, mais il peut aussi encourager une multiplication des déplacements et des déplacements plus longs. De même, le covoiturage et l’autopartage pourraient dissuader d’investir dans les transports collectifs, ce que confirme l'analyse de la SNCF, qui en France voit dans le covoiturage un concurrent des TGV,.

## Aspects socio-culturels

### Motivations
Le besoin de se rapprocher et de partager a été souligné dans l’étude des modes de vie en 2050 menée par l'Iddri.
Dans l'économie collaborative la convivialité et la confiance via les échanges sont présents dans les deux directions grâce à l’existence d’une communauté d'utilisateurs fournissant des avis et commentaires sur les prestations.
Elle prend différents types de formes (économie du partage, économie de fonctionnalité dont l'économie circulaire, économie des solutions, économie en pair à pair) selon les types de biens et services concernés ou de la finalité (autonomisation du consommateur, éco-efficacité).
Ce type d'économie s'inscrit dans un contexte de défiance envers les acteurs institutionnels du système capitaliste traditionnel, de crise économique mais aussi d'éthique environnementale les enjeux sont multiples puisqu'il semble que l'on aille vers un nouveau modèle économique.
L'utilisation des nouvelles technologies permet d'améliorer la créativité collective et la productivité. Elle répond également au désir de pratiques écologiques et de relations sociales plus conviviales. Le partage et les échanges ouvrent la porte à de nouveaux comportements. Ils réduisent les gaspillages.

### Confiance
Les échanges, le partage, la coproduction, la mutualisation nécessitent, à des degrés divers, la confiance entre participants. La confiance, qu’elle soit entre pairs ou envers la plateforme, apparaît comme l’élément fondamental garantissant le bon fonctionnement de l’économie participative. C’est d’ailleurs l’avis de Brian Chesky, cofondateur d’Airbnb, qui explique que « La confiance est la monnaie d’échange qui fait la valeur ». Selon Rachel Botsman « la confiance sera la monnaie du XXIe siècle ».
Les entreprises de ces domaines fonctionnent souvent sur un modèle fondé sur des rapports de confiance construits progressivement par les rapports d'usage entre les utilisateurs. La méthode pour y parvenir est la notation réciproque. Chacun tente d'y construire sa "bonne reputation",. C’est le cas, par exemple, de Uber pour les services VTC et de Blablacar dans le partage de voitures, Airbnb dans les sejours en logements proposés par des propriétaires, Lending Club dans le financement de projets et pour les entreprises proposant des dépôts-ventes dans les vêtements ou les biens.
Les plateformes collaboratives ont mis en place des systèmes de notations réciproques, de commentaires, d’indicateurs statistiques (temps de réponse, pourcentage de satisfaction…) afin de rassurer les particuliers et de leur donner des critères de choix, de jugement.

« Dans son rapport sur l’économie collaborative rendu en février 2016, Pascal Terrasse, député d’Ardèche, soulève le point de la fiabilité des systèmes de notations et d’avis en ligne. En se basant sur le baromètre 2015 de l’institut Opinion Way sur le commerce entre internautes, il rappelle que 74 % de ces internautes trouvent essentielle la possibilité de noter ses pairs pour instaurer une confiance. Et pourtant, d’après le député, les systèmes de notations ne sont pas toujours fiables. »

Déjà la quasi-totalité des grands réseaux sociaux collaboratifs ont institué un classement fondé sur la réputation et la fiabilité des membres. Chaque membre est ainsi doté d’un «capital social ». Ces plateformes mettent également en place des systèmes afin de permettre la vérification d'identité de ces utilisateurs (scanner des pièces d’identité, lier ses comptes Facebook et/ou Google au compte de la plateforme, contrôle de l’identité (pas de pseudonyme), etc.). Afin d’inspirer confiance, nombreuses sont les plateformes qui permettent (voire imposent) d’écrire un cours résumé pour se présenter, mais également d’insérer une photo d'identité. Enfin, pour accroître le capital confiance de ces utilisateurs, certaines plateformes imposent le paiement en ligne.
Pourtant, cette confiance pose certaines limites. Thierry Pénard, Mehdi Farajallah et Robert Hammond ont mené des expériences en France et aux États-Unis pour y soulever une forme de comportements discriminatoire de la part de certains utilisateurs de Blablacar et de AirBnB. « Deux études américaines menées sur la plateforme AirBnB mettent en évidence des comportements de discriminations raciales. Ainsi, Edelman et Luca (2014) montrent qu’à New York, un logement Airbnb proposé par un hôte « afro-américain » est 12 % moins cher qu’un logement à caractéristiques identiques proposé par un hôte « blanc ». De même, Edelman, Luca et Svirsky (2016) observent que sur AirBnB, la probabilité d’accepter une demande de réservation est plus faible lorsqu’elle émane d’une personne ayant un nom à consonance afro-américaine. » De la même façon, une étude portant sur le covoiturage Blablacar de trois chercheurs en économie, Farajallah, Hammond et Pénard, (2016) montre que « les conducteurs ayant un nom à « consonance arabe ou musulmane » ont une probabilité plus faible de remplir leur voiture que des conducteurs ayant un nom à « consonance française » et affichent des prix plus bas sur les trajets qu’ils offrent ». « Si l’environnement numérique peut réduire les discriminations, en facilitant les interactions et transactions anonymes, il peut aussi les exacerber et attiser les discours racistes comme on le voit sur les réseaux sociaux. Des plateformes numériques comme AirBnB, Facebook ou Blablacar permettent de rendre plus visibles les discriminations et de mieux quantifier leurs effets (et leur coût économique). » Ainsi, dans ce contexte-là, AirBnB a mis en place des mesures telles que l’obligation de respecter une charte interdisant toute forme de discrimination et de développer un système de réservation instantanée.

### Un changement social?

#### Le capitalisme fragilisé
Jeremy Rifkin estime que la conjonction des nouvelles technologies (Internet, énergies renouvelables, imprimantes 3D) et de l’économie collaborative (licences libres, fab labs, financement participatif) entraînera l’éclipse du capitalisme.

##### Le coût marginal zéro
Le coût marginal est le prix de revient d’un article dès lors que l’amortissement de ce produit a été couvert par les ventes déjà effectuées. Ce coût ne concerne que les frais d’utilisation. Il est extrêmement faible dans le cas d’Internet (coût de diffusion), des énergies renouvelables (hydraulique, photovoltaïque, éolienne) ou des imprimantes 3D. La faiblesse du coût d’utilisation de ces nouvelles technologies (Rifkin parle même de « coût marginal zéro ») et les nouvelles formes collaboratives ne permettront pas de répondre aux exigences de rentabilité des capitaux en secteur capitaliste.

##### La fin de la concentration capitaliste
Rifkin explique que le capitalisme s’est développé pour répondre aux besoins des révolutions industrielles de la seconde moitié du XIXe siècle. Il fallait de gros capitaux pour tirer les matières premières du sol, créer les structures matérielles nécessaires à leur acheminement (chemins de fer, routes) et édifier les réseaux indispensables de communication et de fourniture d’énergie. La gestion de ces chantiers ne pouvait être que centralisée. La concentration devenait d’autant plus importante qu’il fallait réaliser des économies d’échelle pour garantir un retour sur investissement. Avec Internet, les énergies renouvelables et les imprimantes 3D, cette centralisation n’a plus sa justification.
La relocalisation de l’économie est un facteur de résilience. Des recherches sur les écosystèmes naturels ont établi que la nature n’optimise pas l’efficacité mais assure une balance optimale entre l’efficacité et la résilience. Le journal Science du 22 mai 2015 rapporte les enseignements d’une analyse du plancton océanique effectuée entre 2009 et 2013. Pour la plupart des organismes marins la collaboration est plus importante que la compétition[réf. incomplète]. La conjonction de la collaboration et de la résilience dans l’économie pourrait être la source d’une supériorité de l’économie collaborative délocalisée sur l’économie capitaliste.

#### Une alternative incertaine
La substitution de l’économie collaborative à l’économie capitaliste classique n’est pas assurée. On peut s'attendre aussi à des disparitions et à de forts mouvements de concentration de ces nouvelles entreprises, dans un marché où « les gagnants raflent toute la mise ».
Elle doit rechercher ses propres modes de financement, complétés si nécessaire par un financement classique. Elle peut trouver des capitaux financiers ; par exemple, Blablacar a procédé à une levée de capital de 100 millions de dollars. Dans le domaine de la finance, la plateforme de prêts entre particuliers Lending Club, fondée par le français Renaud Laplanche, a réussi son entrée en Bourse à New York à la fin 2014 en y récoltant plus de 830 millions de dollars, correspondant à une valorisation de près de 9 milliards de dollars. Pour Uber, la levée de fonds de 2,8 milliards de dollars en février 2015, valorise le service de voitures avec chauffeurs à 40 milliards de dollars.
Ces sociétés font des bénéfices à l'instar des autres entreprises capitalistes. La société californienne Uber est critiquée pour son montage financier complexe, qui lui permet de ne pas payer ses impôts et taxes dans l'hexagone, cette situation étant perçue comme une forme de concurrence déloyale.
Ces sociétés s'insèrent progressivent sur le marché capitaliste, au niveau de la valorisation et de la recherche de la rentabilité.
Le développement est un impératif, pour ces sociétés qui au départ sont des start-ups. En avril 2015, la société Blablacar poursuit son expansion internationale avec le rachat de son concurrent allemand Carpooling et de Autohop, une société hongroise présente en Hongrie, Roumanie et dans les Balkans,. Le même mois, BlaBlaCar rachète Rides, une start-up mexicaine. Cela lui permet de s'implanter aussi au Mexique.
Des entreprises capitalistiques normalement non collaboratives intègrent également des comportements collaboratifs dans leurs activités habituelles. Leroy Merlin teste la vente de produits d’occasion. Decathlon ou M. Bricolage servent d’intermédiaires dans la vente, voire la location, de matériel d’occasion entre particuliers,. Facebook utilise la production participative (crowdsourcing) pour améliorer les services qu’il fournit à ses utilisateurs. Ceux-ci peuvent développer de petits logiciels connexes et les greffer à son code informatique.  
Il est aussi régulièrement fait référence à un mouvement qui conduirait à supprimer le salariat pour lui substituer une société reposant sur une multitude d'offreurs (tout à chacun pourrait le devenir afin de mobiliser au mieux ses ressources). Le monde économique change de visage, les travailleurs indépendants, autoentrepreneurs, tels les chauffeurs de VTC, les livreurs de repas ou de courses et certains aides ménagers, sont plus nombreux, et le salariat n'est plus l'unique modèle même s'il demeure dominant ; en 2017, parmi les 26,5 millions d'actifs en France, neuf sur dix sont salariés). L'essentiel de la question réside dans la protection sociale offerte aux travailleurs indépendants de l'économie collaborative et de l'éventuelle adaptation des mécanismes existants au modèle économique des plateformes. Ces règles sociales doivent se définir en regard de celles en vigueur pour les salariés reposant sur le droit du travail.

#### Une autre alternative
Pour Trebor Scholz, « les plateformes coopératives ne posent pas une question technologique, mais sont un enjeu de changement idéologique », ce qui lie invariablement ce modèle une dimension politique.
Le coopératisme de plateformes est un mouvement social qui soutient le développement de plateforme sous un modèle coopératif, c'est-à-dire par l'association d'individus unis à travers une société commune gérée démocratiquement par ses membres afin d'atteindre un besoin ou une aspiration économique, sociale ou culturelle.
Selon Trebor Scholz et Nathan Schneider, qui sont parmi les initiateurs de ce mouvement, le coopératisme de plateformes a besoin de son propre écosystème pour exister, d'investissements et de partages équitables de la valeur prenant en compte toutes les parties prenantes (les utilisateurs y compris) et d'entrepreneurs ayant l'ambition de construire des modèles communs, durables et coopératifs.

#### Une société du commun?
La conjonction de l’économie collaborative et de la relocalisation accroît le champ de la démocratie. Le lien social est favorisé. Les individus acquièrent un réel pouvoir sur leur mode de vie. En impliquant les populations dans les décisions concernant l’économie locale elle promeut la démocratie. Geneviève Azam estime que la relocalisation permet une réappropriation du monde vécu et fournit une réponse démocratique à la crise sociale, écologique et économique. Ce sont de nouvelles formes de démocratie qui se mettent en place au même titre que la prise de conscience de l’importance du commun que décèlent Dardot et Laval.

### Débat autour d'une régulation

#### En Europe
Dans le cadre de la méthodologie « Mieux légiférer » préconisée par l’OCDE (2011, 2012) et la Commission européenne (2015b), un besoin de régulation doit s’apprécier d’abord par rapport à un objectif bien défini (généralement remédier à une défaillance démontrée du marché), et ensuite par rapport à un scénario de référence décrivant comment cette défaillance de marché est susceptible d’évoluer en l’absence de toute intervention réglementaire. Ce scénario de référence ne doit pas être statique, mais doit au contraire prendre en compte l’évolution probable du marché et de l’environnement réglementaire dans les années à venir (RENDA et al., 2013).
Dans les marchés numériques, les défaillances sont souvent transitoires et toute intervention prématurée peut s’avérer coûteuse et source d’erreurs. C’est pourquoi l’OCDE et la Commission européenne exigent des études coût/bénéfice détaillées avant d’envisager l’adoption de toute nouvelle mesure de réglementation, afin de s'assurer que la réglementation réponde à un véritable besoin qui ne peut être traité ni par le marché ni par le droit existant.

#### En France
Plusieurs acteurs de l'économie collaborative sont critiqués par les acteurs dits « traditionnels ». On peut citer le combat des taxis contre la société Uber, l'inquiétude des hôteliers face à AirBnb, ou encore la grogne des restaurateurs face aux cuisiniers amateurs. Face aux protestations des différentes filières, le gouvernement a commencé à étudier plusieurs pistes pour réguler les acteurs de l'économie collaborative. En septembre 2015, un rapport de la commission des Finances du Sénat propose d'instaurer une franchise de 5 000 € pour les revenus liés à cette économie. Les plateformes seraient chargées de transmettre les revenus des particuliers à un « Central », une plateforme indépendante. Le Central transmettrait alors les données au fisc.
Dans leur rapport, les sénateurs font le constat qu'en théorie, les revenus des particuliers sur les plateformes Internet sont en effet imposables dans les conditions de droit commun. Mais dans la réalité, « les revenus sont rarement déclarés, rarement contrôlés, et rarement imposés ».
Pour y remédier, en 2020, la loi prévoit que les sites Internet qui mettent en relation des personnes en vue de la vente d’un bien ou d’un service ont l’obligation de transmettre à leurs utilisateurs un récapitulatif des opérations de l'année écoulée.
Une autre mission parlementaire a été lancée en octobre 2015. Le député PS de l'Ardèche, Pascal Terrasse, est chargé de faire des propositions, notamment pour « limiter les comportements abusifs, protéger les travailleurs et les consommateurs ».

#### En Belgique
Afin de suivre les recommandations de la Commission européenne, la Belgique est dotée depuis janvier 2017 d'un cadre juridique régulant l'économie collaborative. Les plateformes d'économie collaborative doivent être agréées par le Ministères des Finances. Les revenus effectués par les prestataires via ces plateformes disposent d'une régime fiscale avantageux (aucune cotisation sociale et aucun impôt dus). Ces revenus sont limités à 3.830 euros par an (montant de base indexé chaque année). Les plateformes ont l'obligation de communiquer annuellement à l'administration les montants perçus par chaque prestataire.

### Implications sociales

#### Vision critique de l'économie collaborative
Les critiques de l'économie collaborative portent sur ses acteurs dominants et sur les modèles qui la soutiennent. L’économie collaborative tiendrait plus d’un capitalisme de plateformes que d'une économie fondée sur le partage. Les sociétés qui structurent ce secteur tireraient de la valeur de ce qui relevait auparavant du social : des biens, de l'espace, du temps et des émotions.
Ces entreprises généreraient en toile de fond de la précarité et de l'inégalité pour leurs utilisateurs, notamment en exploitant l’insécurité économique autour des transformations qu’elles imposent. Dans le même temps, ces entreprises modifieraient la nature même du travail et leur comportement monopolistique les placerait en position de force face aux logiques de régulation. Elles capteraient une valeur excessive sans la redistribuer équitablement, ou encore, se construiraient sur des modèles de gouvernance opaques. En considérant les travailleurs du numérique comme étant des utilisateurs, ou bien des auto-entrepreneurs, des microtravailleurs, ces plateformes ont ainsi évité des lois qui protègent les travailleurs, par exemple en matière salariale, en protection sociale et en représentativité. Autant de points face auxquels le modèle de coopératisme de plateformes ambitionne d'apporter des nouvelles alternatives.
Cette économie collaborative est portée par de jeunes générations urbaines et diplômées, elle creuse le fossé entre ceux qui peuvent y participer et les autres. C'est ce que constate Monique Dagnaud, directrice de recherches au CNRS.

#### Incertitude autour du statut de travailleur non salarié
Les plateformes collaboratives pourvoient de nombreuses activités pour des millions de personnes.
Les travailleurs sur les plateformes n’ont la main ni sur le logiciel mis en œuvre par la plate-forme, ni sur les données fournies par eux-mêmes ou leurs clients. Les personnes exerçant ce travail numérique ne sont pas considérées par les plateformes commerciales comme des salariés, mais comme des travailleurs contractuels ou bien des auto-entrepreneurs. Elles tirent des revenus des activités que ceux-ci exercent pour leur propre compte.
Le droit du travail français s’interroge sur le statut de ces travailleurs, salariés ou travailleurs indépendants,. En effet, les travailleurs des plateformes collaboratives s’apparenteraient à des travailleurs indépendants car ils peuvent travailler librement mais sont tout de même soumis financièrement aux plateformes en question.
Ainsi, la loi du 8 août 2016, dite « Loi Travail », crée un nouveau titre dans le code du travail qui porte sur « les travailleurs utilisant les plateformes de mise en relation par voie électronique » (art. L. 7341-1). L’article 242 bis du code général des impôts définit ces plateformes comme des tiers ayant pour objet la mise en relation. Ce sont des « entreprises, quel que soit leur lieu d’établissement, qui mettent en relation à distance, par voie électronique, des personnes en vue de la vente d’un bien, de la fourniture d’un service ou de l’échange ou du partage d’un bien ou d’un service ». C’est la première loi en droit du travail qui réglemente le secteur de l’économie collaborative.
Cette loi s’inscrit dans ce que l’on appelle couramment l’« uberisation », terme entré dans Le Petit Robert : « déstabiliser, transformer un secteur d’activité avec un modèle économique innovant en tirant parti des nouvelles technologies ». En effet, l’utilisation de plateformes numériques permet d’offrir, à des prix inférieurs, des services jusque-là proposés par des professions organisées (hôtellerie, taxi, etc.).
L’uberisation serait la cause de la précarisation sociale des travailleurs utilisant les plateformes, car ils ne sont pas protégés par le droit du travail des salariés et sont écartés de la sécurité sociale attachée à ce statut,. Elle entraînerait une concurrence déloyale en ne respectant pas l’économie de marché mise en place : par exemple, les chauffeurs Uber n’achètent pas la licence de taxi et peuvent donc offrir un service moins cher. Cependant, il existe encore peu de travailleurs utilisant les plateformes pour leur activité principale, la plupart y recourant à titre accessoire.
Plusieurs statuts pourraient être utilisés par les travailleurs de ces plateformes : le statut de travailleur indépendant, le statut de travailleur salarié ou alors la création d’un statut hybride. Cependant, la loi a fait un choix qui peut sembler insatisfaisant. Étant à la frontière du travail indépendant et du travail salarié, les travailleurs des plateformes relèvent d'une zone grise. La loi de 2016 aurait pu créer un statut spécifique s’inspirant des débats, qui existent depuis plus de vingt, sur la création d’un statut à la frontière du travail salarié et indépendant. Même lors des débats parlementaires, l’idée n’a pas été discutée.
Le 4 mars 2020, la Cour de cassation a annoncé la requalification en contrat de travail de la relation contractuelle entre la société Uber et un de ses anciens chauffeurs. La Cour estime qu'il existe un lien de subordination entre le chauffeur et la plateforme de mise en relation entre clients et chauffeurs de VTC et que le statut de travailleur indépendant du chauffeur est "fictif". Un travail indépendant tient« à la possibilité de se constituer sa propre clientèle, la liberté de fixer ses tarifs et la liberté de définir les conditions d'exécution de sa prestation de service ».